# Banc Spartel
Ne doit pas être confondu avec Cap Spartel.
Pour les articles homonymes, voir Banc et Spartel.
Le banc Spartel ou banc Majuán sur les cartes espagnoles est une ancienne île immergée du détroit de Gibraltar, située à quinze kilomètres au nord du cap Spartel, sur la côte marocaine, dans les eaux territoriales marocaines. Son point le plus élevé se trouve à 56 mètres sous la surface de l'océan Atlantique. L'île disparut il y a environ 12 000 ans en raison de la montée du niveau des océans consécutive à la fonte des glaciers après le dernier maximum glaciaire.
L'île a été proposée par le géologue-préhistorien Jacques Collina-Girard, spécialiste de géomorphologie marine, comme un site possible de l'île légendaire de l'Atlantide.